# Amadou Cheiffou
Amadou Cheiffou (Kornaka, 1º dicembre 1942) è un politico nigerino, primo ministro dal 1991 al 1993.
Già vicepresidente della Convenzione Democratica e Sociale, nel 2004 ha fondato il Raggruppamento Social Democratico e si è candidato alle elezioni presidenziali, ottenendo il 6,3% dei voti; si è ripresentato in occasione delle presidenziali del 2011 e del 2016, in cui ha conseguito, rispettivamente, il 4,1 e l'1,8% dei voti.
Cheiffou si è laureato da École nationale de l'aviation civile.
| Controllo di autorità | VIAF (EN) 32146332845018730083 · GND (DE) 1100221425 |